# Lucy, the Daughter of the Devil
Lucy, The Daughter of the Devil ist eine US-amerikanische digitalanimierte Fernsehserie, die von Cartoon Networks Late-Night-Block Adult Swim produziert und ausgestrahlt wurde. In Deutschland wurde diese Serie erstmals 2009 auf dem Pay-TV-Sender TNT Serie ausgestrahlt. Die Serie wurde von Loren Bouchard geschrieben, der unter anderem einer der Regisseure von Der kleine Meisterregisseur war. Produziert wurde die Serie von Loren Bouchard, Seth Green und John Piezas. Animiert wurde die Serie von Fluid Animation.

## Handlung
In der Serie geht es um die 21-jährige Lucy, welche in San Francisco lebt und die Tochter des Teufels ist. In der Serie verliebt sich Lucy in den DJ Jesus, womit ihr Vater nicht einverstanden ist.

## Episodenliste
| Nr. | Deutscher Titel                       | Originaltitel                                  | Erstausstrahlung Vereinigte Staaten | Deutschsprachige Erstausstrahlung () |
| --- | ------------------------------------- | ---------------------------------------------- | ----------------------------------- | ------------------------------------ |
| 1   | Gebot: Du sollst tanzen               | He’s Not the Messiah, He’s a DJ                | 30. Okt. 2005                       | 15. Sep. 2009                        |
| 2   | Apo-Taco-Lypse                        | Escapeoke                                      | 9. Sep. 2007                        | 22. Sep. 2009                        |
| 3   | Des Teufels Dildo Fabrik              | Dildo Factory                                  | 16. Sep. 2007                       | 29. Sep. 2009                        |
| 4   | Und führe uns nicht in Versuchung ... | Temptasia                                      | 23. Sep. 2007                       | 6. Okt. 2009                         |
| 5   | Terry, des Teufels Wundergeschwulst   | Terry the Teratoma                             | 30. Sep. 2007                       | 5. Sep. 2009                         |
| 6   | Der Teufel ist ein Komiker            | Human Sacrifice                                | 7. Okt. 2007                        | 12. Sep. 2009                        |
| 7   | Des Teufels neues Hobby               | The Busboy                                     | 14. Okt. 2007                       | 19. Sep. 2009                        |
| 8   | Angriff der Killervampirministranten  | The Special Fathers vs. The Vampire Alter Boys | 21. Okt. 2007                       | 26. Sep. 2009                        |
| 9   | Satanische Träume                     | The Dreamster                                  | 28. Okt. 2007                       | 3. Okt. 2009                         |
| 10  | Böse Nonne                            | Satan’s School for Girls                       | 4. Nov. 2007                        | 10. Okt. 2009                        |
| 11  | Satan sucht Haustier                  | Monster                                        | 11. Nov. 2007                       | 17. Okt. 2009                        |

## Produktion
Die Pilotepisode He’s Not The Messiah, He’s A DJ wurde am 30. Oktober 2005 ausgestrahlt. Nach zwei Jahren mehrmaliger Wiederholung wurde eine Staffel mit 11 Episoden in Auftrag gegeben, welche in den USA am 9. September 2007 ihre Premiere feierte.

## Ausstrahlungen
Die Erstausstrahlung erfolgte auf dem US-amerikanischen Sender Adult Swim vom 30. Oktober 2005 bis 11. November 2007.
Die deutschsprachige Erstausstrahlung der Serie wurde auf TNT Serie vom 5. September 2009 bis 17. Oktober 2009 ausgestrahlt. Die Reihenfolge der deutschsprachigen Ausstrahlung weicht stark von der amerikanischen ab. Auf TNT Serie wurden die Episoden bis Mai 2017 mehrfach wiederholt, und auch auf TNT Comedy laufen die Wiederholungen seit Juni 2016.
Lucy, the Daughter of the Devil läuft unter dem Titel Lucy, la hija del diablo in Spanien auf TNT España.

## DVDs

### US-amerikanische Veröffentlichung
Im Oktober 2010 wurde die 1. Staffel und somit die gesamte Serie im Adult Swim Shop auf DVD veröffentlicht.
| DVD-Name   | Veröffentlichungsdatum | Inhalt            | Special Features                                                    |
| ---------- | ---------------------- | ----------------- | ------------------------------------------------------------------- |
| Season One | Oktober 2010           | Die gesamte Serie | Interviews, Ein Sing-Along und ein paar Audiokommentare zu Episoden |

### Deutsche Veröffentlichung
Im Oktober 2013 wurde die 1. Staffel und somit die gesamte Serie auf DVD und auf Deutsch veröffentlicht. Die DVD wurde ab 16 Jahren freigegeben.
| DVD-Name                        | Veröffentlichungsdatum | Inhalt            | Special Features                                                                    |
| ------------------------------- | ---------------------- | ----------------- | ----------------------------------------------------------------------------------- |
| Lucy, the Daughter of the Devil | 4. Oktober 2013        | Die gesamte Serie | Alle deutschen Folgen einer weiteren Adult Swim Serie namens Aqua Teen Hunger Force |

## Rezeption
Die Serie bekam in der IMDb durchschnittlich 7,7 von 10 Sternen, von derzeit 1200 Nutzern (Stand: September 2017). Die Folge mit den höchsten Bewertungen ist Monster mit 8 von 10 Punkten.
Auf Amazon hat die Serie 4,4 von 5 Sternen, und die deutsche DVD 4 von 5.
Common Sense bezeichnete die Serie unter anderem als „Devilishly funny“ (in etwa: „Teuflisch lustig“) und betont mit „No Kids“, dass dies keine Kinderserie ist.